# Saint-Rimay
Saint-Rimay é uma comuna francesa na região administrativa do Centro, no departamento Loir-et-Cher. Estende-se por uma área de 7,34 km². Em 2010 a comuna tinha 293 habitantes (densidade: 39,9 hab./km²).